# Caracterología
El término caracterología (del griego χαρακτήρ 'carácter' y -λογία, '-logía') (también caracteriología) se define como el estudio del carácter. Fue acuñado por el filósofo alemán Julius Bahnsen e implicaba la construcción de tipologías y teorías sobre el carácter humano. Posteriormente, la palabra fue utilizada por distintos autores con muy diversos significados.

## La caracterología europea: escuelas alemana, de Groninga y francesa
Los antecedentes de esta caracterología se hallan en autores tan diversos como Alexander Bain, Francis Galton, Jean de La Bruyère, Théodule-Armand Ribot, entre otros —como el ya citado Julius Bahnsen—; pero fue entre 1887 y 1908 que, gracias a los aportes del filósofo y grafólogo Ludwig Klages, la caracterología llegó a su punto culminante.
Más tarde, durante los primeros años del siglo xx, otros autores alemanes como William Stern, Eduard Spranger y Ernst Kretschmer revelarían sus trabajos sobre el carácter y la personalidad basándose en el método fenomenológico.
Entre 1906 y 1918, el filósofo y psicólogo holandés Gerardus Heymans, profesor de la universidad de Groninga, en conjunto con el psiquiatra Enno Dirk Wiersma elaboraron una investigación científica (la primera en su tipo en Europa) que derivó en una tipología, clasificación de caracteres, basada en tres factores: emotividad, actividad y primariedad a los que se oponen la no-emotividad, la no-actividad y la secundariedad.
El trabajo de Heymans y Wiersma, fue retomado en 1945 por el filósofo espiritualista francés René Le Senne, discípulo de Louis Lavelle, que tras darle una fundamentación teórica creó la escuela francesa de caracterología. Esta versión de la caracteología se enfocó más en la inducción y la descripción; sin embargo, tuvo menor cientificidad que sus antecesores. Le Senne sumó a los tres factores del carácter anteriores la amplitud de conciencia y el egocentrismo-alocentrismo.
El también filósofo francés Gaston Berger prosiguió a Le Senne y en su cuestionario analítico modificó las dimensiones caracterológicas, resultando en: emotividad, actividad, secundariedad-primariedad, campo de conciencia ancho-estrecho, polaridad Marte-Venus, avidez-ternura e intereses sensoriales-pasión intelectual.
Las dimensiones anteriormente mencionadas consisten en propiedades fundamentales de los tipos caracterológicos y consisten en:
- Emotividad. Clasifica a las personas en emotivas o no emotivas.
- Actividad. Es el tipo de esfuerzo para satisfacer los deseos.
- Resonancia. Puede ser primaria —con repercusiones conscientes—, o secundaria —con repercusiones inconscientes—.
- Amplitud de campo de conciencia. Con intereses anchos (amplios) e indecisión, o con intereses estrechos, sectarios y minuciosos.
- Polaridad Marte-Venus. Estilos basados en la conquista, la lucha y la exigencia, o estilos persuasivos y seductores.
- Avidez-ternura. Deseos mayores a las pertenencias o identificación con la intimidad de los demás.
- Intereses sensoriales-pasión intelectual. Búsqueda de sensaciones intensas o búsqueda de comprensión mediante la razón.
- Egocentrismo-alocentrismo. Orientados hacia sí mismos o hacia los demás.

La combinación de estos factores resultaría en ocho tipos básicos de carácter: apasionados, coléricos, sentimentales, nerviosos, flemáticos, sanguíneos, apáticos, y amorfos.

## La caracterología de L. Hamilton McCormick
Las anteriores acepciones no deben confundirse con el método para valorar el carácter de un individuo desarrollado en la década de 1920 por L. Hamilton McCormick. Con esta caracterología, McCormick intentó arreglar los errores del sistema frenológico de Franz Joseph Gall y Johann Spurzheim y en conjunto con la fisonomía y la patonomía combinarlo con la etnología, la sociología y la antropología.